# Characidium declivirostre
Characidium declivirostre är en fiskart som beskrevs av Steindachner, 1915. Characidium declivirostre ingår i släktet Characidium och familjen Crenuchidae. Inga underarter finns listade i Catalogue of Life.